# Druzheliubivka (Raión de Podilsk)
Druzheliubivka  (ucraniano: Дружелюбівка) es una localidad del Raión de Podilsk en el Óblast de Odesa de Ucrania. Según el censo de 2001, tiene una población de 19 habitantes.